# ديزيريه سينغ
ديزيريه سينغ (بالألمانية: Desiree Singh)‏ (ولدت في 17 أغسطس 1994) لاعبة قفز بالزانة ألمانية، التي فازت بميدالية فردية في بطولة العالم للشباب.

## روابط خارجية
- ديزيريه سينغ على موقع الاتحاد الدولي لألعاب القوى (الإنجليزية)
- ديزيريه سينغ على موقع الاتحاد الأوروبي لألعاب القوى (الإنجليزية)